# بوژتس
بوژتس (به لهستانی:  Burzec) یک روستا در لهستان است که در گمینا وویچیشکوو واقع شده‌است. بوژتس ۸۵۰ نفر جمعیت دارد.